# István Orosz
István Orosz (nascido em 24 de outubro de 1951 em Kecskemét) é um pintor, gravador, designer gráfico e diretor de cinema de animação húngaro. Ele é conhecido por suas obras matematicamente inspiradas, objetos impossíveis, ilusões de ótica, imagens de duplo sentido e anamorfoses. A arte geométrica de István Orosz, com perspectivas forçadas e ilusões de ótica, foi comparada às obras de M. C. Escher.

## Biografia
Estudou na Universidade Húngara de Artes e Design (atualmente Universidade de Arte e Design de Moholy-Nagy) em Budapeste como aluno de István Balogh e Ernő Rubik. Depois de se formar em 1975, começou a lidar com teatro como cenógrafo e filme de animação como animador e diretor de cinema. Ele também é conhecido como pintor, gravador, designer de pôsteres e ilustrador. Ele gosta de usar o paradoxo visual, imagens de duplo sentido e abordagens ilusionistas enquanto segue as técnicas tradicionais de impressão, como corte e gravura em madeira. Ele também tenta renovar a técnica da anamorfose. Ele participa regularmente das principais bienais internacionais de pôsteres e artes gráficas e seus trabalhos foram exibidos em exposições individuais e coletivas na Hungria e no exterior. Diretor de cinema no PannóniaFilm Studio em Budapeste, Habil. professor da Universidade da Hungria Ocidental em Sopron, co-fundador da Hungarian Poster Association, membro da Alliance Graphique International (AGI) e da Hungarian Art Academie. Ele costuma usar ΟΥΤΙΣ, ou Utisz, (pronuncia em inglês: outis) (ninguém) como pseudônimo de artista.

## Citações
- "Utisz - Foi o herói homérico Odisseu, que lutou contra o Ciclope, havia usado esse nome e arrancado o olho do monstro. Imagino que o pôster não seja mais que um gesto de Odisseu: algum tipo de ataque aos olhos".
- "Se você deseja criar um pôster, tente explicar sua ideia em uma frase. Em seguida, tente reduzi-lo, deixe de fora frases, atributos até que você tenha apenas o essencial. Quando você não precisar de nenhuma carta, estará pronto com o pôster".
- " ... Quando desenhei esses objetos impossíveis, esperei que todos entendessem minha intenção, a intenção de um designer húngaro no final do século 20 que não diga a verdade apenas para ser pego em flagrante".
- "Há coisas que posso imaginar e desenhar. Há coisas que posso imaginar, mas não consigo desenhar. Mas, eu poderia desenhar algo que não consigo imaginar? Isso me interessa muito".

## Introdução por Guy D'Obonner
Nas últimas duas décadas — quando a maioria dos trabalhos mostrados aqui foram feitos — as atividades do designer de pôsteres, do gravador, do ilustrador e do diretor de cinema se completaram. Muitos motivos, características estilísticas, soluções técnicas apareceram em toda a mídia e, para Orosz, aparentemente não causou nenhum problema para cruzar as fronteiras dos diferentes gêneros. Quando ele desenhava um pôster, costumava fazê-lo com a precisão dos ilustradores; quando ilustrava um livro, fazia-o com o humor narrativo dos cineastas; se estava animando filmes, às vezes usava a abordagem de várias camadas de gravuras e, para impressões, ele costumava escolher o modo simplificado e emblemático de representar pôsteres. Se o chamarmos apenas de designer de poster com base em suas impressões funcionais, restringiremos seu campo de atividade, chegaremos mais perto da verdade se o associarmos ao "poster" como uma maneira de pensar, ou se chamarmos sua imagem multifacetada retratando a nós mesmos e a nossa era como o poster-espelho de István Orosz (Guy d'Obonner: Transfiguration of Poster - detail)

## Designer de posteres
István Orosz foi conhecido como designer de posteres na primeira parte de sua carreira. Ele fez principalmente cartazes culturais para teatros, filmes, galerias, museus e editoras Na época das Revoluções de 1989 na Europa Oriental, ele desenhou alguns cartazes políticos também. Seu "Tovarishi Adieu" (também usado com o texto "Tovarishi Koniec" — que significa camaradas que se foram) apareceu em muitos países e era conhecido como imagem simbólica de mudanças na área.

## Suas anamorfoses
Os artistas que projetam anamorfose (anamorfose vem do grego ἀναμόρϕωσις, que significa "reformação") brincam com a perspectiva para criar uma imagem distorcida que parece normal apenas quando vista do ângulo correto ou com o auxílio de espelhos curvos. A técnica era frequentemente usada por artistas de renascença. Orosz tenta renovar a técnica da anamorfose e seu objetivo é desenvolvê-la também quando também dá sentido à imagem distorcida. Não é mais uma imagem amorfa, mas uma representação significativa que é independente do resultado que aparece no espelho ou visto de um ponto de vista especial.
Essa abordagem das anamorfoses é adequada para expressar mensagens mais sofisticadas e serve para mostrar uma diversão mais divertida.

## Exposições
- 1997: Chicago, I Galeria Espacial

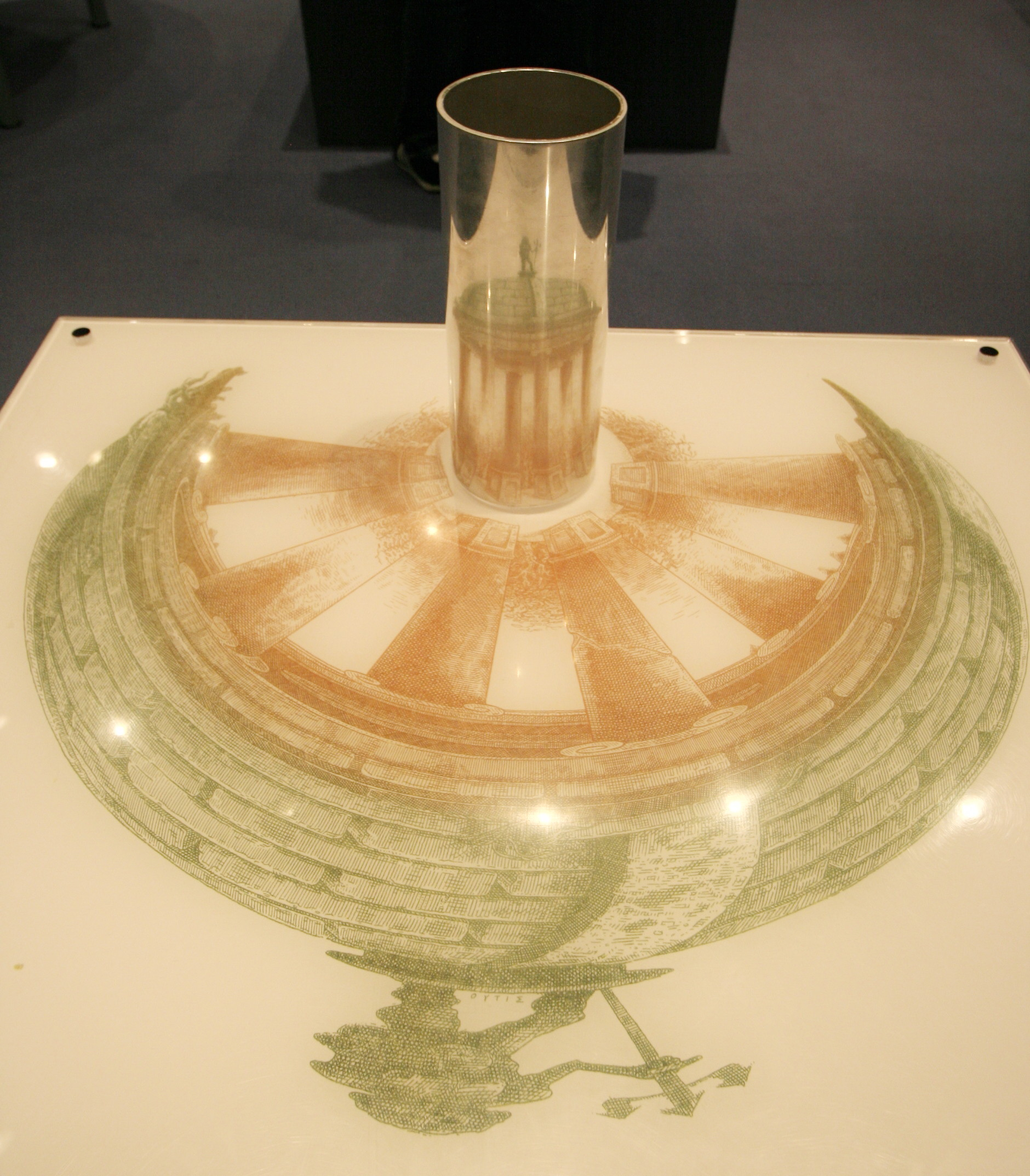
Uma das anamorfoses de Orosz

- 1997: Thessaloniki, Universidade Aristotélica
- 1998: Belém, Pensilvânia, (Payne Gallery, Moravian College)
- 2000: Silkeborg, Kunst Center
- 2000: Istanbul, Bilgi Üniversitesi
- 2002: Bratislava, Slovenska Narodná Galeria
- 2004: Toruń, Galeria Sztuki Wozownia
- 2004: Haia, Museu Escher[15]
- 2006: Budapeste, Museu Ernst[16]
- 2007: Essen, Teatro Grillo[17]
- Jorwert 2008, Igreja Reformada[18][19]
- 2009: Melbourne, Glen Eira Câmara Municipal Galeria
- 2009: TMDG2009, Argentina Mar del Plata[20]
- Budapeste 2010, Galeria Koller[21]
- 2011: Kecskemét, Cifrapalota
- 2012: Győr, Esterházy-palota
- 2013: Moscou, Galeria Sberbank
- 2013: Brescia, Galleria dell'Incisione
- 2014: Jyväskylä, Galeria Ratamo
- 2013-2014: Ankara, Galeria Güler Sanat
- 2017: Badacsony, Egry József Múzeum

## Filmes
- 1977 "Silence"
- 1978 "Towards to the Salt Celler"
- 1980 "Private Nightmare"
- 1984 Ah, Amerika! ("Ah, America!")
- 1989 Vigyázat lépcső! ("Mind the Steps!")
- 1993 "The Garden"
- 1995 "Cry!"
- 2001 "Black Hole - White Hole"
- 2004 Az idő látképei ("Time Sights") no YouTube
- 2008 Útvesztők ("Mazes")
- 2010 Sakk! (Xadrez! )
- 2014 A rajzoló (A gaveta)

## Prêmios
- 1985: Melhor roteiro (compartilhado com Ferenc Dániel) por Ah, Amerika! ("Ah, América!") No 1º Festival de Filmes de Animação da KAFF, Kecskemét.[22]
- 1990: Medalha de Ouro na Bienal de Design Gráfico, Brno
- 1991: Primeiro Prêmio na Bienal Internacional de Pôster, Lahti
- 1991: Prêmio Principal do Festival de Cinema "Mediawave", Győr
- 1993: Prémio para a categoria de curtas-metragens por Vigyázat lépcső! ("Cuidado com os Passos!") No 3º Festival de Filmes de Animação da KAFF, Kecskemét.[23]
- 1994: Prêmio-Icograda no International Poster Show, Chaumont
- Prêmio de Distinção Criativa 2000 do European Design Annual, Dublin
- 2001: Medalha de ouro na Exposição Anual da Society of Illustrators, em Nova Iorque
- 2005: Grande Prêmio e Prêmio de Críticos de Cinema e TV (empatado com Igor Lazin) por Az idő látképei ("Time Sights") no 7º Festival de Cinema de Animação da KAFF, Kecskemét.[24]
- 2007: Pro Ludo Ring, Budapeste
- 2007: Prêmio Plakat Kunst Hof Ruettenscheid, Essen
- 2009 Prêmio Especial de Melhor Linguagem Visual (empatado com Zoltán Szilágyi Varga) por Útvesztők ("Mazes") no 9º Festival de Cinema de Animação da KAFF, Kecskemét.[25]
- 2011: Prêmio Kossuth, Budapeste

## Livros
- ΟΥΤΙΣ - Orosz István. Balassi Kiadó, Budapeste, 1994.
- István Orosz, livro de exposições, Hammerpress - GrafikArchive, Kansas City, 1998.
- Vladislav Rostoka: István Orosz / Cartazes. Rabbit & Solution, Bratislava, 2002.
- Al Seckel: Mestrado em Engano Sterling Publishing Co. Nova York, 2004.
- Deep Down - István Orosz. Catálogo da exposição "Orosz bij Escher", Haia, 2004.
- Clouds for Polonius. Ernst Múzeum, Budapeste, 2006.
- The Drawn Time (A lerajzolt idő), 2008.
- István Orosz: Vision of Design. Index Books/Hesign, Berlim - Xangai, 2007.
- István Orosz: The Ambassador and the Pharaoh - Tipotex, Budapeste, 2011.
- Book excerpt
- Chess in the Island (Sakkparti a szigeten), 2015
- A Rhino Remembered, 2016
- Time Sights (Az idő látképei), 2016.